# Schulhaus Fläsch
Das Schulhaus Fläsch steht in Fläsch im Schweizer Kanton Graubünden. Das Primarschulhaus wurde 1999 nach Plänen des Churer Architekten Pablo Horváth errichtet.

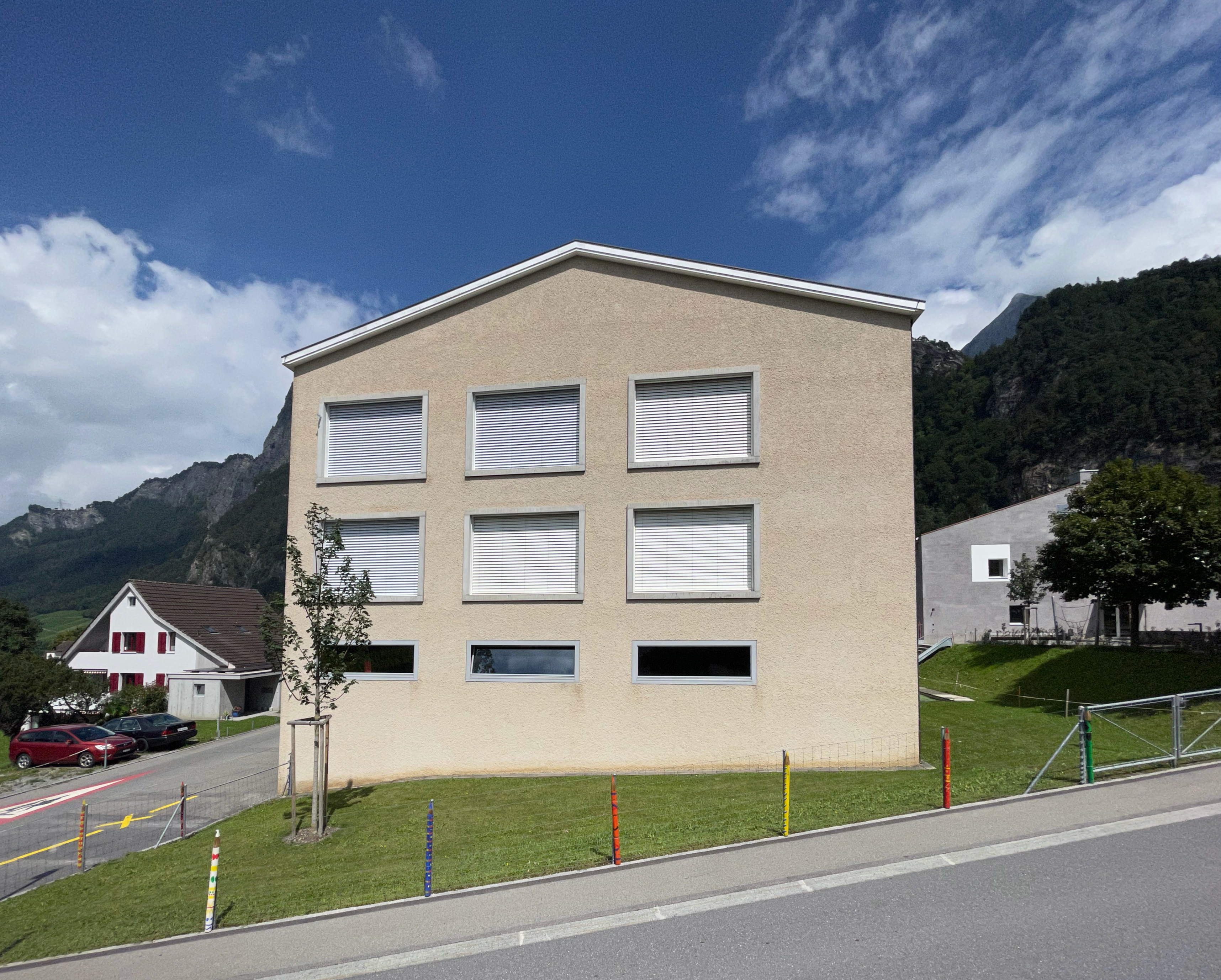
Südseite

## Geschichte
Die Gemeinde Fläsch schrieb 1997 einen Architektenwettbewerb aus, da die vorhandenen Schulräume dem Bedarf nicht mehr gerecht wurden. Horváths Entwurf konnte sich gegen Teilnehmer wie Valentin Bearth & Andrea Deplazes oder Hans-Ulrich Minnig durchsetzen. Die Bauzeit dauerte von 1998 bis 1999.

## Architektur
Das turmartige Schulhaus markiert den südlichen Dorfeingang und fügt sich mit seinem Satteldach in die bestehende Umgebung ein. Die bestehende Mehrzweckhalle von Architekt Max Kasper und das neue Schulhaus ergeben ein Ensemble. Von der Strasse geschützt befindet sich der Schulhof auf einem erhöhten Niveau und wird durch einen Unterstand klar gerahmt.
Das Schulhaus wurde fotografisch von Ralph Feiner dokumentiert.

## Auszeichnungen und Preise
- 2001: Auszeichnung für gute Bauten Graubünden

## Projektbeteiligte
- Architekt: Pablo Horváth, Chur[2]
- Mitarbeiter: Curdin Michael
- Landschaftsarchitekt: Lieni Wegelin, Malans
- Ingenieur: Bänziger, Köppel, Brändli und Partner, Chur